# Givat Zeev
Givat Zeev (hebreiska: גבעת זאב) är en judisk bosättning på  Västbanken. Den ligger i den nordöstra delen av landet. Givat Zeev ligger 770 meter över havet och antalet invånare är 11 764.
Terrängen runt Givat Zeev är kuperad västerut, men österut är den platt. Runt Givat Zeev är det mycket tätbefolkat, med 1 135 invånare per kvadratkilometer. Närmaste större samhälle är Västra Jerusalem, 10,0 km sydost om Givat Zeev. Runt Givat Zeev är det i huvudsak tätbebyggt.